# Litus brincki
Litus brincki är en stekelart som beskrevs av Karl-Johan Hedqvist 1960. Litus brincki ingår i släktet Litus och familjen dvärgsteklar. Inga underarter finns listade i Catalogue of Life.